# 喜寶 (電影)
《喜寶》（英語：The Story of Hay Bo）是1988年上映的一部香港電影，由李欣頤執導，黎燕珊、柯俊雄、方中信、金興賢、江顯揚及羅慧娟主演。電影改編自亦舒的同名小說，講述貧窮少女與年邁的億萬富翁之間的故事。本片榮獲第24屆金馬獎最佳錄音。

## 劇情
姜喜寶在英國倫敦被男友拋棄，經濟能力無法繼續支撐留學學費，只好收拾破碎的心情返回香港，而早已跟父親離婚的媽媽此時又決定改嫁外國人。來自破碎的家庭加上愛情路上的波折，使喜寶漸漸成為了老富翁勖存姿的籠中鳥......

## 角色
| 演員   | 角色   | 備註               |
| 黎燕珊 | 姜喜寶 | 留學倫敦的女大學生 |
| 柯俊雄 | 勖存姿 | 富商               |
| 方中信 | Dennis | 大學教授           |
| 金興賢 |        |                    |
| 江顯揚 |        |                    |
| 羅慧娟 | 勖聰慧 | 勖存姿之女         |
| 白茵   |        |                    |
| 聶安達 |        |                    |
| 董學良 |        |                    |
| 曾江   |        |                    |

## 電影歌曲

### 主題曲
| 歌名     | 演唱者 | 作曲   | 填詞   |
| 〈玩偶〉 | 曾慶瑜 | 梁弘志 | 梁弘志 |

## 獎項
| 年份 | 頒獎典禮            | 獎項     | 名字           | 結果 |
| ---- | ------------------- | -------- | -------------- | ---- |
| 1987 | 第24届金馬獎        | 最佳錄音 | 新藝錄音室     | 獲獎 |
| 1989 | 第8届香港電影金像獎 | 最佳攝影 | 鮑起鳴、潘恆生 | 提名 |

## 外部連結
- 香港影庫上《喜寶》的資料（繁體中文）
- 開眼電影網上《喜寶》的資料（繁體中文）
- 时光网上《喜寶》的資料（简体中文）
- 豆瓣电影上《喜寶》的資料 （简体中文）
- 互联网电影数据库（IMDb）上《喜寶》的资料（英文）